# Orlando Bloom
Orlando Jonathan Blanchard Bloom (Canterbury, Anglaterra 13 de gener de 1977) és un actor anglès. Va adquirir la fama mundial gràcies al seu paper de Légolas en la trilogia El Senyor dels Anells.
Va estar casat amb l'actriu i model australiana Miranda Kerr, amb qui té un fill.

## Biografia
La seva mare, Sonia Copeland, va néixer a Calcuta, a l'Índia i el seu pare adoptiu, Harry Bloom, era un advocat que lluità pels drets civils a Sud-àfrica, va morir quan Orlando tenia 4 anys. Després de la mort d'aquest últim, Orlando descobrí que el seu pare biològic era Colin Stone, un vell amic de la família i guardaespatlles de la seva mare. Té una germana dos anys més gran que ell, Samantha Bloom, que és la seva consellera en temes de moda.
Als setze anys es va traslladar a Londres on va estudiar en importants acadèmies d'art dramàtic com el National Youth Theatre, la British American Drama Academy i la Guildhall School of Music and Drama, i mentre estudiava, feia aparicions en obres londinenques i sèries britàniques per a la televisió com Casualty (1986), Midsomer Murders (1997) i Smack the Pony (1999).
La seva primera aparició a la pantalla gran fou l'any 1997, amb un petit paper a la pel·lícula Wilde, una biografia d'Oscar Wilde realitzada per Brian Gilbert. L'any 1998 va patir un greu accident a la Guildhall School of Music and Drama, on va caure per la finestra d'un tercer pis lesionant-se l'esquena. Els metges li van diagnosticar una paràlisi, però al cap de dotze dies va poder sortir de l'hospital tot caminant.
L'any 2001 participa a Black Hawk abatut, de Ridley Scott, que més endavant li va donar el paper de protagonista en la pel·lícula El regne del cel. Però el seu gran primer èxit com a actor va ser fent de Légolas en la trilogia de El Senyor dels Anells.
Orlando és un apassionat dels esports de risc i practica contínuament ponting, snow board, surf i paracaigudisme. En una filmació es va trobar el seu gran amic Sidi, el gos d'Orlando.

## Filmografia
| Any       | Pel·lícula                                       | Paper                       | Notes          |
| --------- | ------------------------------------------------ | --------------------------- | -------------- |
| 1994-1996 | Casualty                                         | Extra/Noel Harrison/Patient | TV, 3 episodis |
| 1997      | Wilde                                            | Rentboy                     |                |
| 2000      | Midsomer Murders                                 | Peter Drinkwater            | TV, 1 episodi. |
| 2001      | El Senyor dels Anells: La Germandat de l'Anell   | Légolas                     |                |
| 2001      | Black Hawk abatut (Black Hawk Down)              | PFC Todd Blackburn          |                |
| 2002      | El Senyor dels Anells: Les Dues Torres           | Légolas                     |                |
| 2003      | Ned Kelly                                        | Joseph Byrne                |                |
| 2003      | Pirates del Carib: La maledicció del Perla Negra | Will Turner                 |                |
| 2003      | El Senyor dels Anells: El Retorn del Rei         | Légolas                     |                |
| 2004      | The Calcium Kid                                  | Jimmy Connelly              |                |
| 2004      | Troia (Troya)                                    | Paris                       |                |
| 2004      | Haven                                            | Shy                         |                |
| 2005      | El regne del cel                                 | Balian de Ibelin            |                |
| 2005      | Elizabethtown                                    | Drew Baylor                 |                |
| 2006      | Pirates del Carib: El cofre de l'home mort       | Will Turner                 |                |
| 2006      | Extras                                           | Barrister/Himself           | TV, 1 episodi  |
| 2007      | Pirates del Carib: Al fi del món                 | Will Turner                 |                |
| 2007      | Everest: A Climb for Peace                       | Narrador                    | Documental     |
| 2009      | New York, I Love You                             | David                       |                |
| 2010      | Sympathy for Delicious                           | The Stain                   |                |
| 2010      | Main Street                                      | Harris Parker               |                |
| 2011      | The Good Doctor                                  | Dr. Martin Ploeck           |                |
| 2011      | 'Els tres mosqueters (The Three Musketeers)'     | Duc de Buckingham           |                |
| 2013      | Zulu                                             | Brian Epkeen                |                |
| 2013      | The Hobbit: The Desolation of Smaug              | Légolas                     |                |
| 2017      | Pirates del Carib: la venjança de Zalazar        | Will Turner                 |                |
| 2017      | Codi obert                                       | Jack Alcott                 |                |
| 2019      | Carnival Row                                     | Rycroft Philostrate         | Web TV         |
| 2020      | The Outpost                                      | Benjamin D. Keating         |                |
| 2021      | Needle in a Timestack                            | Tommy Hambleton             |                |
| 2023      | Gran Turismo                                     | Danny Moore                 |                |
| 2024      | Red Right Hand                                   | Cash                        |                |